# Bryggeren
Bryggeren er en dansk tv-serie sendt på DR i 1996, som handlede om Carlsbergs stifter J.C. Jacobsen, dennes familie og sønnen Carl.
Serien bygger på Kristof Glamanns bog af samme navn. De to generationer blev først forsonet på faderens dødsseng.

## Udvalgte medvirkende
- J.C. Jacobsen: Jens Jørn Spottag, Frits Helmuth
- Laura: Cecilia Zwick Nash, Karen Wegener
- Caroline Jacobsen: Bodil Kjer
- Carl Jacobsen, barn (afsnit 6): Mikkel Boe Følsgaard
- Carl Jacobsen, voksen: Søren Sætter-Lassen
- Emil Chr. Hansen Preben Kristensen